# Чхандогья-упанишада
«Чхандо́гья-упаниша́да» (дев. छांदोग्योपनिषद्, IAST: Chāndogya Upaniṣad) — текст на санскрите, одна из одиннадцати Упанишад канона мукхья.
Наряду с «Джайминия-упанишадой-брахманой» и «Брихадараньяка-упанишадой» является одной из древнейших Упанишад, датируемой учёными периодом составления Брахман (начало I тыс. до н. э.). «Чхандогья-упанишада» ассоциируется с «Самаведой» и в каноне муктика из 108 основных Упанишад стоит на девятом месте. Является частью «Чхандогья-брахманы» (главы со 2-й по 10-ю). Наряду с «Брихадараньяка-упанишадой», «Чхандогья-упанишада» является древнейшим источником основных положений философии веданты. Об особом значении этой Упанишады в ведантической философии можно судить по ссылкам на неё в «Веданта-сутрах». Из сохранившихся комментариев к «Чхандогья-упанишаде» наиболее ранним является комментарий Шанкары. Ананда Гири утверждает в своём комментарии, что задолго до Шанкары объёмный комментарий к этой Упанишаде был написан Драмидачарьей. Комментарий этот, однако, не дошёл до наших дней, да и о самом Драмидачарье известно крайне мало. Комментарий Драмидачарьи, в свою очередь, основывался на кратком обзоре «Чхандогья-упанишады» авторства Брахмананди Танкачарьи. Этих двух учёных часто упоминает в своих комментариях «Веданта-санграха» и «Шрибхашья» вайшнавский ачарья Рамануджа.